# GBS Maximum 27
Die neunfenstrigen Triebwagen der Bauart Maximum 27 waren eine Serie von 227 Wagen, welche ab 1901 bei der Großen Berliner Straßenbahn (GBS) sowie bei der Westlichen Berliner Vorortbahn im Einsatz waren. Nach den 1897 bis 1901 beschafften Brandenburg-Wagen waren dies die ersten vierachsigen Triebwagen bei der Berliner Straßenbahn. Ähnlich wie die ab 1906 beschaffte Nachfolgebauart Maximum 30 verfügten die Fahrzeuge über Maximum-Drehgestelle.

## Entwicklung

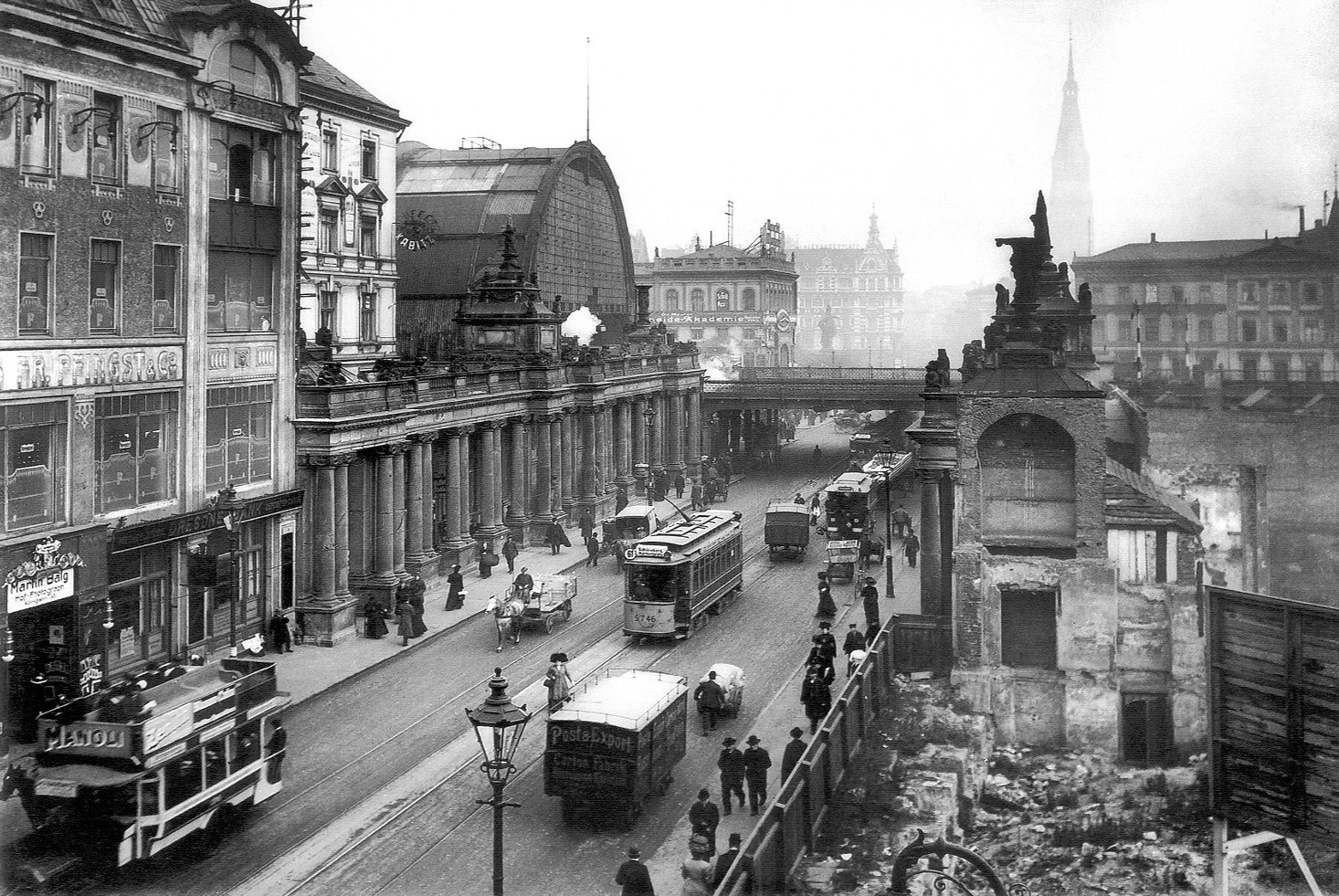
Maximum-Triebwagen 2746 im Jahr 1909 in der Königstraße

| Betreiber | Baujahr | vor 1920   | nach 1920  | Anzahl |
| --------- | ------- | ---------- | ---------- | ------ |
| GBS       | 1901    | 2080       | 4731       | 1      |
| GBS       | 1901    | 2181 –2230 | 4732 –4781 | 50     |
| WBV       | 1901    | 42         | 4932       | 1      |
| GBS       | 1903    | 2432       | M 1        | 1      |
| GBS       | 1904    | 2700 –2849 | 4782 –4931 | 150    |
| WBV       | 1905    | 64 –0088   | 4933 –4957 | 25     |

Die Große Berliner Straßenbahn beschaffte für die Elektrifizierung ihres Streckennetzes neben kleineren Fahrzeuggattungen zwei umfangreiche Serien an Triebwagen an, die zweiachsigen Berolina-Wagen sowie die vierachsigen Brandenburg-Wagen. Letztere waren sowohl für den Oberleitungsbetrieb als auch für den Einsatz von Akkumulatoren konzipiert und mussten zur Unterbringung der Akkus entsprechend größer gestaltet werden. Beide Fahrzeuggattungen hatten jedoch entsprechende Mängel, einerseits wegen der geringen Größe, andererseits wegen der anfälligen Akkumulatoren. Die GBS ging daher dazu über, vierachsige Triebwagen zu bestellen.
Für eine bessere Gewichtsverteilung erhielten die neuen Wagen Maximum-Drehgestelle mit je einer größeren Triebachse sowie einer kleineren Laufachse, wobei etwa zwei Drittel des Gewichts auf den Triebachsen ruhten, welche dadurch ein höheres Adhäsionsgewicht aufwiesen.
Die Wagen hatten je neun Seitenfenster und boten 27 Sitzplätze, je drei Sitze pro Fensterreihe. Die jeweils erste und letzte Sitzreihe, welche in 2+1-Anordnung angebracht waren, zeigten in Fahrtrichtung. Die Seitenfenster konnten im oberen Drittel herabgelassen werden.
Von den insgesamt 227 Wagen gingen 201 Wagen an die GBS, diese umfassten ein Versuchsfahrzeug sowie zwei Serien à 50 beziehungsweise 150 Wagen. Die WBV bestellte zunächst einen Versuchswagen und danach 25 Serienfahrzeuge. Die Wagen gingen 1920 allesamt in die Berliner Straßenbahn über und wurden dort bis 1929 ausgemustert.
Ein weiterer Wagen erhielt die GBS-Wagennummer 2432 und wurde ausschließlich zu Messfahrten eingesetzt. Die Abmessungen entsprachen allerdings den übrigen neunfenstrigen Maximum-Triebwagen. Nach 1920 erhielt er die Wagennummer M 1. 1938 wurde der Messwagen zum Personentriebwagen umgebaut und erhielt äußerlich die Berliner Einheitsplattformen. Mit der neuen Wagennummer 5438 war dies der letzte noch eingesetzte neunfenstrige Maximum-Triebwagen. Nach 1949 verblieb er bei der BVG-West, wo er 1955 ausgemustert und verschrottet wurde.